# مغز لوئیس
مغز لوئیس (انگلیسی: Louis Brain؛ زادهٔ ۹ مهٔ ۱۹۸۲) بازیکن فوتبال اهل استرالیا است.
از باشگاه‌هایی که در آن بازی کرده‌است می‌توان به داندینونگ تندر و باشگاه فوتبال آدلاید یونایتد اشاره کرد.
وی همچنین در تیم‌های ملی فوتبال Australia national under-17 football team و Australia national under-20 football team بازی کرده‌است.